# Orgilus melissopi
Orgilus melissopi är en stekelart som beskrevs av Muesebeck 1970. Orgilus melissopi ingår i släktet Orgilus och familjen bracksteklar. Inga underarter finns listade i Catalogue of Life.